# Elezioni comunali in Calabria del 2000
Le elezioni comunali in Calabria del 2000 si tennero il 16 maggio (con ballottaggio il 30 maggio).

## Provincia di Cosenza

### Acri
| Candidati                       | Candidati                 | II turno                  | II turno                  | I turno | I turno | Liste                        | Voti   | %     | Seggi |
| Candidati                       | Candidati                 | Voti                      | %                         | Voti    | %       | Liste                        | Voti   | %     | Seggi |
| ------------------------------- | ------------------------- | ------------------------- | ------------------------- | ------- | ------- | ---------------------------- | ------ | ----- | ----- |
|                                 | Nicola Tenuta ✔️ Sindaco  | 7 351                     | 61,13                     | 4 658   | 33,55   | Centro Cristiano Democratico | 2 334  | 17,74 | 5     |
| Forza Italia                    | Nicola Tenuta ✔️ Sindaco  | 7 351                     | 61,13                     | 4 658   | 33,55   | 1 319                        | 10,03  | 3     |       |
| Cristiani Democratici Uniti     | Nicola Tenuta ✔️ Sindaco  | 7 351                     | 61,13                     | 4 658   | 33,55   | 552                          | 4,20   | 1     |       |
| Alleanza Nazionale              | Nicola Tenuta ✔️ Sindaco  | 7 351                     | 61,13                     | 4 658   | 33,55   | 355                          | 2,70   | –     |       |
|                                 | Mario Antonio Bonacci     | 4 675                     | 38,87                     | 3 264   | 23,51   | Democratici di Sinistra      | 2 020  | 15,35 | 3     |
| Rifondazione Comunista          | Mario Antonio Bonacci     | 4 675                     | 38,87                     | 3 264   | 23,51   | 642                          | 4,88   | 1     |       |
| Socialisti Democratici Italiani | Mario Antonio Bonacci     | 4 675                     | 38,87                     | 3 264   | 23,51   | 487                          | 3,70   | –     |       |
| Partito Popolare Italiano       | Mario Antonio Bonacci     | 4 675                     | 38,87                     | 3 264   | 23,51   | 437                          | 3,32   | –     |       |
| Seggio di coalizione            | Seggio di coalizione      | Seggio di coalizione      | 38,87                     | 3 264   | 23,51   | 1                            |        |       |       |
|                                 | Angelo Rocco              | Angelo Rocco              | Angelo Rocco              | 3 003   | 21,63   | Sinistra Democratica         | 1 064  | 8,09  | 1     |
| Sinistra                        | Angelo Rocco              | Angelo Rocco              | Angelo Rocco              | 3 003   | 21,63   | 907                          | 6,89   | 1     |       |
| Comunisti Italiani              | Angelo Rocco              | Angelo Rocco              | Angelo Rocco              | 3 003   | 21,63   | 893                          | 6,79   | –     |       |
| Seggio di coalizione            | Seggio di coalizione      | Seggio di coalizione      | Angelo Rocco              | 3 003   | 21,63   | 1                            |        |       |       |
|                                 | Raffaele Luca De Vincenti | Raffaele Luca De Vincenti | Raffaele Luca De Vincenti | 1 996   | 14,38   | Lista Civica (A)             | 1 473  | 11,20 | 2     |
| Seggio di coalizione            | Seggio di coalizione      | Seggio di coalizione      | Raffaele Luca De Vincenti | 1 996   | 14,38   | 1                            |        |       |       |
|                                 | Vincenzo Fusaro           | Vincenzo Fusaro           | Vincenzo Fusaro           | 963     | 6,94    | Lavoro e Sviluppo            | 362    | 2,75  | –     |
| La Svolta                       | Vincenzo Fusaro           | Vincenzo Fusaro           | Vincenzo Fusaro           | 963     | 6,94    | 312                          | 2,37   | –     |       |
| Totale                          | Totale                    | 12 026                    | 100                       | 13 884  | 100     |                              | 13 157 | 100   | 20    |
|                                 |                           |                           |                           |         |         |                              |        |       |       |
| Fonte: Ministero dell'interno   |                           |                           |                           |         |         |                              |        |       |       |

### Cassano allo Ionio
| Candidati                                           | Candidati                 | II turno             | II turno         | I turno | I turno | Liste                           | Voti   | %     | Seggi |
| Candidati                                           | Candidati                 | Voti                 | %                | Voti    | %       | Liste                           | Voti   | %     | Seggi |
| --------------------------------------------------- | ------------------------- | -------------------- | ---------------- | ------- | ------- | ------------------------------- | ------ | ----- | ----- |
|                                                     | Roberto Senise ✔️ Sindaco | 5 634                | 61,97            | 3 582   | 33,85   | Forza Italia                    | 2 050  | 20,48 | 8     |
| Alleanza Nazionale                                  | Roberto Senise ✔️ Sindaco | 5 634                | 61,97            | 3 582   | 33,85   | 845                             | 8,44   | 3     |       |
| Movimento Sociale Fiamma Tricolore-Fronte Nazionale | Roberto Senise ✔️ Sindaco | 5 634                | 61,97            | 3 582   | 33,85   | 317                             | 3,17   | 1     |       |
|                                                     | Salvatore Frasca          | 3 457                | 38,03            | 3 407   | 32,19   | Socialisti Democratici Italiani | 1 347  | 13,46 | 2     |
| Cassano Produttiva                                  | Salvatore Frasca          | 3 457                | 38,03            | 3 407   | 32,19   | 954                             | 9,53   | 1     |       |
| Eusybaris                                           | Salvatore Frasca          | 3 457                | 38,03            | 3 407   | 32,19   | 636                             | 6,35   | 1     |       |
| Lauropoli Centro Città                              | Salvatore Frasca          | 3 457                | 38,03            | 3 407   | 32,19   | 382                             | 3,82   | –     |       |
| Giovani Europei                                     | Salvatore Frasca          | 3 457                | 38,03            | 3 407   | 32,19   | 379                             | 3,79   | –     |       |
| Seggio di coalizione                                | Seggio di coalizione      | Seggio di coalizione | 38,03            | 3 407   | 32,19   | 1                               |        |       |       |
|                                                     | Luigi Adduci              | Luigi Adduci         | Luigi Adduci     | 3 159   | 29,85   | Democratici di Sinistra         | 1 020  | 10,19 | 1     |
| Partito Popolare Italiano                           | Luigi Adduci              | Luigi Adduci         | Luigi Adduci     | 3 159   | 29,85   | 918                             | 9,17   | 1     |       |
| Rifondazione Comunista                              | Luigi Adduci              | Luigi Adduci         | Luigi Adduci     | 3 159   | 29,85   | 392                             | 3,92   | –     |       |
| Socialdemocratici Europei                           | Luigi Adduci              | Luigi Adduci         | Luigi Adduci     | 3 159   | 29,85   | 337                             | 3,37   | –     |       |
| Seggio di coalizione                                | Seggio di coalizione      | Seggio di coalizione | Luigi Adduci     | 3 159   | 29,85   | 1                               |        |       |       |
|                                                     | Francesco Clausi          | Francesco Clausi     | Francesco Clausi | 435     | 4,11    | UDEUR                           | 433    | 4,33  | –     |
| Totale                                              | Totale                    | 9 091                | 100              | 10 583  | 100     |                                 | 10 010 | 100   | 20    |
|                                                     |                           |                      |                  |         |         |                                 |        |       |       |
| Fonte: Ministero dell'interno                       |                           |                      |                  |         |         |                                 |        |       |       |

### San Giovanni in Fiore
| Candidati                     | Candidati                             | II turno               | II turno               | I turno | I turno | Liste                                | Voti   | %     | Seggi |
| Candidati                     | Candidati                             | Voti                   | %                      | Voti    | %       | Liste                                | Voti   | %     | Seggi |
| ----------------------------- | ------------------------------------- | ---------------------- | ---------------------- | ------- | ------- | ------------------------------------ | ------ | ----- | ----- |
|                               | Giuseppe Riccardo Succurro ✔️ Sindaco | 5 405                  | 52,76                  | 5 404   | 44,70   | Democratici di Sinistra              | 2 862  | 24,55 | 7     |
| Partito Popolare Italiano     | Giuseppe Riccardo Succurro ✔️ Sindaco | 5 405                  | 52,76                  | 5 404   | 44,70   | 1 610                                | 13,81  | 3     |       |
| UDEUR                         | Giuseppe Riccardo Succurro ✔️ Sindaco | 5 405                  | 52,76                  | 5 404   | 44,70   | 703                                  | 6,03   | 1     |       |
| Rifondazione Comunista        | Giuseppe Riccardo Succurro ✔️ Sindaco | 5 405                  | 52,76                  | 5 404   | 44,70   | 514                                  | 4,41   | 1     |       |
| Centro                        | Giuseppe Riccardo Succurro ✔️ Sindaco | 5 405                  | 52,76                  | 5 404   | 44,70   | 372                                  | 3,19   | –     |       |
|                               | Giuseppe Minnelli                     | 4 839                  | 47,24                  | 2 852   | 23,59   | Socialisti Democratici Italiani      | 2 149  | 18,43 | 2     |
| Seggio di coalizione          | Seggio di coalizione                  | Seggio di coalizione   | 47,24                  | 2 852   | 23,59   | 1                                    |        |       |       |
|                               | Antonio Barile                        | Antonio Barile         | Antonio Barile         | 1 768   | 14,62   | Alleanza Nazionale                   | 846    | 7,26  | 1     |
| Forza Italia                  | Antonio Barile                        | Antonio Barile         | Antonio Barile         | 1 768   | 14,62   | 774                                  | 6,64   | –     |       |
| Seggio di coalizione          | Seggio di coalizione                  | Seggio di coalizione   | Antonio Barile         | 1 768   | 14,62   | 1                                    |        |       |       |
|                               | Saverio Basile                        | Saverio Basile         | Saverio Basile         | 1 399   | 11,57   | Lista Civica                         | 1 144  | 9,81  | 1     |
| Seggio di coalizione          | Seggio di coalizione                  | Seggio di coalizione   | Saverio Basile         | 1 399   | 11,57   | 1                                    |        |       |       |
|                               | Angelo Antonio Gentile                | Angelo Antonio Gentile | Angelo Antonio Gentile | 648     | 5,36    | Partito Socialista-Socialdemocratici | 685    | 5,88  | –     |
| Seggio di coalizione          | Seggio di coalizione                  | Seggio di coalizione   | Angelo Antonio Gentile | 648     | 5,36    | 1                                    |        |       |       |
| Totale                        | Totale                                | 10 244                 | 100                    | 12 089  | 100     |                                      | 11 659 | 100   | 20    |
|                               |                                       |                        |                        |         |         |                                      |        |       |       |
| Fonte: Ministero dell'interno |                                       |                        |                        |         |         |                                      |        |       |       |